# Mother's Day
Mother's Day és una pel·lícula de violació i venjança slasher estatunidenca del 1980 dirigida, coescrita i produïda per Charles Kaufman, germà del cofundador de Troma Entertainment Lloyd Kaufman (que va actuar com a productor associat de la pel·lícula). La trama se centra en tres dones en una excursió d'acampada que són víctimes de dos joves assassins trastornats i de la seva mare desequilibrada. La pel·lícula conté elements dels gèneres sàtira, thriller i slasher.
En el seu llançament, Mother's Day va rebre crítiques per la seva representació de la violència i la violació, i va ser prohibit al Regne Unit per la British Board of Film Classification. Encara que no va ser un èxit durant el seu llançament i va rebre una recepció negativa de la crítica, la pel·lícula ha desenvolupat des de llavors un seguiment de culte. També ha estat objecte d'anàlisi crítica per part dels estudiosos del cinema pel seu comentari subtextual sobre el consumisme i la proliferació de la televisió a la cultura popular. Un remake solt del mateix nom es va estrenar el 2010.

## Argument
Durant la graduació d'una oportunitat de creixement, (una paròdia de l'Erhard Seminars Training), a una parella anomenada Terry i Charlie se'ls ofereix portar una dona gran i són conduïts al bosc. Després de les parades de cotxes de la vella, apareixen dos assassins endogàmics i ataquen; Charlie és decapitat amb un matxet al seient del darrere, mentre que Terry és brutalment agredida abans de ser garrotada per la vella dama. Es revela que els assassins anomenats Ike i Addley són els fills de la dona.
Mentrestant, tres noies que són amigues des de la universitat —Trina, Abbey i Jackie— es preparen per a un viatge anual de "cap de setmana misteriós", on una d'elles organitza una escapada en un lloc desconegut per les altres dues. Jackie, que viu a Nova York, els ha planejat un viatge d'acampada a Deep Barrens, una zona boscosa a la zona rural de Nova Jersey. La Trina, una model glamurosa que viu a Los Angeles, i l'Abbey, que va tornar a Chicago després de la universitat per cuidar la seva mare malalta, viatgen a Nova Jersey, on Jackie les recull. Després d'aturar-se a una botiga propera per comprar subministraments, arriben al seu destí i comencen a acampar. Mentre es troben al bosc, comencen a explorar, assegudes al voltant de la foguera explicant històries i divertint-se nedant i pescant. Sense que ells s'assabentin, estan sent observades per Ike i Addley. Enmig de la nit, Ike i Addley ataquen les dones, lligant-les i amordaçant-les. Ike i Addley els porten els tres a una casa atrotinada al bosc on viuen amb la seva mare desequilibrada, a qui impressionen torturant la gent. Els germans lliguen les dones a l'equip d'exercici dins de la llar, però Jackie és ràpidament seleccionada per la mare per ser la primera víctima dels germans i la porten fora. Addley viola a Jackie mentre Ike la fotografia, i la mare ho mira encoratjant-los.
L'Abbey i la Trina es desperten l'endemà i planegen escapar mentre la mare i els seus fills fan exercici a l'aire lliure. Durant la seva rutina d'exercicis, la mare s'alarma quan veu la seva germana deformada Queenie, que viu al bosc i subsisteix amb alimanyes, vagant a la distància. Dins de la casa, l'Abbey i la Trina descobreixen els cossos de Terry i Charlie i troben la Jackie brutalitzada amagada dins d'un calaix. Les tres dones aconsegueixen escapar i fugir al bosc. Mentre l'Ike busca les dones, Addley es queda a casa amb la mare on qüestiona l'existència de Queenie i si les afirmacions de la mare són només una estratagema per mantenir els nois a casa amb ella. Com que Jackie no pot moure's ràpidament a causa de les seves ferides, Trina i Abbey es separen. La Trina troba el cotxe destruït i és perseguida per Ike, mentre que Jackie mor pacíficament a causa de les seves ferides. Ike finalment perd la pista de Trina, i ella es retroba amb Abbey per venjar-se de la mare i els germans.
L'endemà al matí, Abbey i Trina s'armen i comencen a envair la cabana per venjar la Jackie. Trina castra Addley amb un martell de fuster abans que Abbey l'ofegui. Quan les dones arrosseguen el cos d'Adley fora, l'Ike salta des d'una finestra del segon pis i les ataca. Enfurismat per la mort del seu germà, l'Ike intenta escanyar la Trina abans que Abbey li aboqui Drano a la gola. Persegueix les dones fins a la casa, on Abbey el colpeja un televisor al cap abans que Trina el mati a punyalades amb un ganivet elèctric. Amb els germans morts, les noies s'enfronten a la mare al soterrani on mira la televisió, i l'ofeguen sàdicament amb un parell de pits inflables. Amb la seva venjança completa, les dues noies fan un enterrament per Jackie i es preparen per abandonar el bosc abans de ser atacades de sobte per Queenie que salta sobre elles des de darrere dels arbustos.

## Repartiment
- Nancy Hendrickson - Abbey
- Deborah Luce - Jackie
- Tiana Pierce - Trina
- Beatrice Pons - Mare (acreditada com Rose Ross)
- Frederick Coffin - Ike (acreditat com a Holden McGuire)
- Michael McCleery - Addley (acreditat com a Billy Ray McQuade)
- Bobby Collins - Ernie (acreditat com a Robert Collins)
- Karl Sandys - Brad 'Dobber' Dobson

## Anàlisi i temes
L'estudiós de cinema John Kenneth Muir, tot i que menysprea la pel·lícula, assenyala que es considera "una sàtira de la nostra societat televisiva, ja que la pel·lícula està plena de referències a la cultura popular. Per exemple, veureu l'U.S.S. Enterprise, una figura d'acció de Batman, Ernie (de Bert i Ernie de Sesame Street), G.I. Joe i fins i tot King Kong. Veureu cereals Trix i una mort per un televisor".
L'escriptor Scott Aaron Stine va proposar aquest sentiment al seu llibre The Gorehound's Guide to Splatter Films of the 1980s, i va escriure que la pel·lícula "fa punyalades en el consumisme, la psicologia pop, la cultura televisiva, les expectatives dels pares i fins i tot els excessos gratuïts dels anys 70". El crític Phil Hardy també ha assenyalat: "Com a sàtira, Mother's Day funciona bastant bé, començant amb un cop als grups de trobada... i passa a donar un cop d'ull a la maternitat americana. La pel·lícula acaba com una burda paròdia del consumisme, amb McGuire i McQuade menjant cereals escombraries a la galleda, discutint sense parar. si el punk és millor que la discoteca, col·leccionar merchandising Sesame Street i Star Trek i violar i matar, "tal com he vist a la televisió"".

## Llançament
Mother's Day es va estrenar per primera vegada als Estats Units el 19 de setembre de 1980, i es va presentar a 90 pantalles de l'àrea metropolitana de la ciutat de Nova York. Es va continuar projectant a diversos EUA. ciutats durant la resta de l'any, inaugurant-se a Tucson (Arizona) el 7 de novembre, i a Los Angeles el 14 de novembre.
La junta de classificació de pel·lícules del Regne Unit (BBFC) va rebutjar la pel·lícula el 1980, prohibint-ne la distribució. La pel·lícula es va veure diverses vegades a l'Horror Channel entre 2005 i 2008, sense talls, però no es va aprovar per a l'estrena als mitjans domèstics fins al 2015, quan va passar sense tallar amb un classificat 18.
A Austràlia, la pel·lícula va ser aprovada originalment sense tallar amb una R 18+ el 1983 per la censors australians, però més tard va ser prohibida quan es va revisar el 1985.
El paper d'Ike es va acreditar erròniament a l'actor Frederick Coffin a diversos llocs d'Internet durant anys. Diversos actors de la producció van confirmar que la veritable identitat de l'actor era Gary Pollard. Suposadament ha mort.

### Resposta crítica
Mother's Day va rebre crítiques significatives per la seva representació de la violència, especialment la violència contra les dones. Kevin Thomas del Los Angeles Times va escriure: "Qualsevol rastre de talent i humor negre que es pugui mostrar durant Mother's Day és ofegat pel cinisme i horror de tota l'empresa". Roger Ebert va menysprear la pel·lícula, donant-li zero estrelles en una ressenya i dient el fàstic que li feia per la seva violència, sang, violació i tortura durant "Sneak Previews", escrivint "la pregunta de per què algú de qualsevol edat possiblement voldria veure que aquesta pel·lícula queda sense resposta". Ted Serrill de The Central New Jersey Home News va criticar l’"actuació de dibuixos animats i muntatges incòmodes de la càmera", així com el seu fracàs per "generar terror, molt menys suspens". Catherine Chapin de The Charlotte Observer va criticar la pel·lícula pel seu contingut violent, i va escriure que "fa que la censura sembli una bona idea" i que "no té cap missatge d'advertència socialment redemptor".
A Detroit Free Press, Jack Mathews va encapsular: "Quant espai hauria de dedicar un diari a una ressenya d'una pel·lícula com ara Mother's Day, una història repulsivament gràfica i vil sobre una parella de germans retardats dels boscos que arrosseguen dones joves cap a casa per violar-les i colpejarles per plaer davant la seva mare dement i sàdica? El mínim possible". Tom Sullivan de The Herald-News va desqualificar la pel·lícula, considerant-la "simplement malalta. I no especialment entretinguda, fins i tot en els seus millors moments", mentreq ue Ernest LeoGrande del New York Daily News va expressar un sentiment semblant, atorgant a la pel·lícula una qualificació de zero estrelles i escrivint: "El dia que la violació homicida es fa graciosa, 'Mother's Day es pot considerar una comèdia. Mentrestant, el director Charles Kaufman ha pervertit el seu sentit evident de la ridícul en complaure a l'audiència amb violència pornogràfica".
A l'agregador de ressenyes d'Internet Rotten Tomatoes, la pel·lícula té un índex d'aprovació del 42%. A Metacritic, la pel·lícula té una puntuació mitjana ponderada de d'1 sobre 100, basada en 4 crítics, que indica un "no m'agrada aclaparador".

### Mitjans domèstics
Mother's Day va rebre un llançament en VHS el 1983 per Media Home Entertainment, i més tard per Video Treasures el 1988. Va ser llançada en DVD el 31 d'octubre de 2000 per Troma Entertainment.
Un nou DVD i Blu-ray va ser llançat el 4 de setembre de 2012 per Anchor Bay Entertainment. La pel·lícula es va estrenar per primera vegada al Regne Unit com a número 02 de la sèrie de 88 pel·lícules "Slasher's Classics Collection" en Blu-ray el 23 de febrer de 2015.

## Remake
El remake de Mother's Day dirigidap er Darren Lynn Bousman i produïda per Brett Ratner fou estrenada a la Fantastic Fest el setembre de 2010 i al Regne Unit el juny de 2011. La pel·lícula va rebre nombrosos rebuigs, però es va estrenar en DVD i Blu-ray el 8 de març de 2012.